# Ciclorama (teatro)
Em teatro, ciclorama é uma cortina grande ou parede, geralmente côncava, posicionada na parte de trás dos artistas. Foi popularizada no cinema alemão do século XIX e continua em uso comum hoje em salas de cinema em todo o mundo. A "cyc" (sigla teatral em Estados Unidos) pode ser feita de lona crus (versões maiores) ou musselina (versões menores). Tradicionalmente, é pendurada totalmente e quando possível, é esticado sobre os lados e pesada na parte inferior para criar uma superfície lisa e plana. Como o nome implica, muitas vezes é parcialmente circunda ou envolve a fase de modo a formar um fundo.
Uma ciclorama infinita (encontrada principalmente em televisões e estudios de filme) é uma cyc que se curva suavemente na parte inferior para atender o chão do estúdio, de modo que com iluminação as juntas dos cantos do estúdio continue ao infinito. Cicloramas ou ′′Cycs′′ também se refere a contextos de fotográficos, em que cria-se um fundo branco na fotografia, ou fundo mascarado segundo a preferência do indivíduo.
Cicloramas são muitas vezes utilizadas para criar um céu no palco. Variando o equipamento, intensidade, cor e padrões utilizados, um  designer de iluminação pode alcançar muitos olhares variados. A ciclorama pode ser iluminada de frente ou, de trás se for construído de material translúcido e sem costura, directa ou indirectamente. Para alcançar a ilusão de profundidade extra, muitas vezes desejável, se for para recriar um céu, a ciclorama pode ser emparelhada com um pano de fundo. Uma tela escura ou preta, ao absorver a luz estranha que é comumente refletida do chão do palco a partir das áreas de atuação, pode ajudar o designer de iluminação conseguir cores mais profundas sobre a ciclorama. Cicloramas também são muitas vezes iluminadas durante shows de dança para combinar com o tom de uma música. Ocasionalmente, a Cyc pode ser feita de forma pintada com uma cena decorativa ou pictórica para caracterizar um programa específico.